# Herbert Meißner (Politiker)
Herbert Meißner (* 15. Oktober 1936 in Prieros; † 15. Dezember 2022 in Königs Wusterhausen) war ein deutscher Politiker (SPD) und Landrat.
Meißner machte eine Ausbildung zum Maschinenschlosser, besuchte die Ingenieurschule Berlin und wurde Techniker. Später ging er an die Ingenieurschule für Verkehrstechnik (Dresden) und wurde Diplomingenieur, danach besuchte er noch die Humboldt-Universität Berlin.
Im November 1989 trat Meißner in die SDP ein. Von 1990 bis 1998 saß er im Deutschen Bundestag als direkt gewählter Abgeordneter im Bundestagswahlkreis Luckenwalde – Zossen – Jüterbog – Königs Wusterhausen.